# Samantha Fox

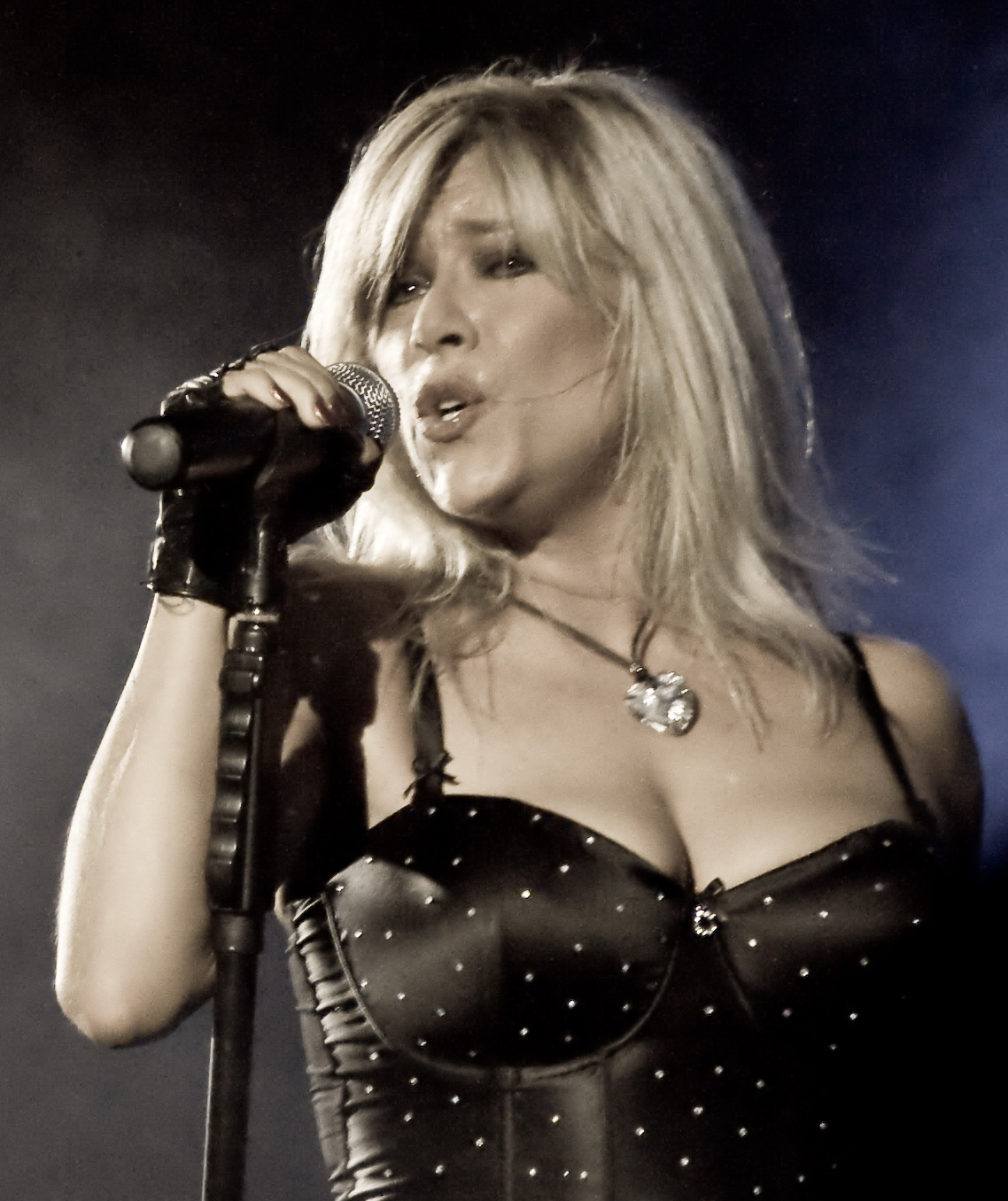
Samantha Fox (2009)

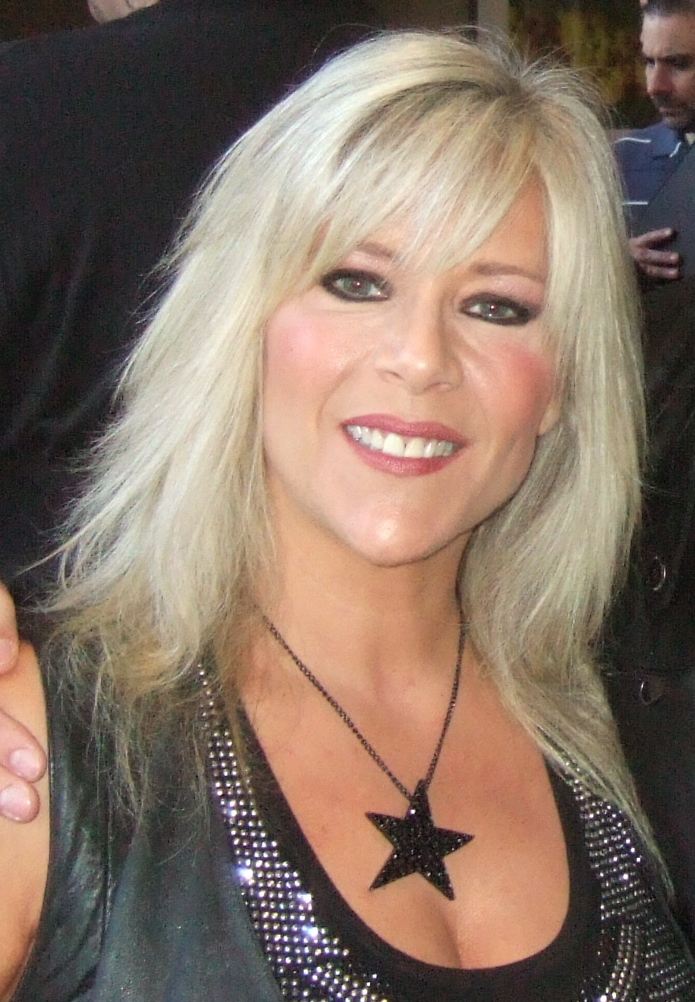
Samantha Fox (2013)

Samantha „Sam“ Karen Patricia Fox (* 15. April 1966 in London) ist eine britische Popsängerin, Fotomodell und Schauspielerin.

## Leben
Bekannt wurde Samantha Fox, als sie sich im Alter von 16 Jahren den Lesern der britischen Tageszeitung The Sun als das Mädchen von Seite 3 oben ohne präsentierte. Sie wurde in den folgenden Jahren eines der bekanntesten Pin-Up-Girls Großbritanniens, vor allem deshalb, weil sie über eine ausgesprochen große und natürliche Oberweite verfügte. 1983 ließ sie sich ihre Brüste für 500.000 Dollar versichern. 1986 erschien auf mehreren Plattformen das Computerspiel Samantha Fox Strip Poker, das Monochrom-Fotos von Samantha Fox enthielt.
Im Jahr 1986 wurde sie auch als Sängerin bekannt. Zwei Jahre zuvor hatte sie mit Schulfreunden die Band S.F.X. gegründet. Ihre erste Single Touch Me (I Want Your Body) wurde im Frühjahr 1986 ein Hit. Weitere Singles folgten von Sommer 1986 bis Frühjahr 1989. Insgesamt hatte sie jeweils drei Top-10-Hits in Deutschland, Großbritannien und in den USA. Ihre größten Hits neben Touch Me waren Nothing’s Gonna Stop Me Now, Naughty Girls (Need Love Too), Do Ya Do Ya (Wanna Please Me), I Wanna Have Some Fun und I Surrender. Seitdem nimmt sie in unregelmäßigen Abständen Alben auf.
In Erinnerung blieb ihre Co-Moderation bei den BRIT Awards 1989. 1999 hatte sie eine kleine Rolle in dem britischen Spielfilm The Match. 2009 nahm sie an der neunten Staffel der britischen Fernsehshow I’m a Celebrity…Get Me Out of Here! teil. Im Sommer 2016 beteiligte sie sich an der 18. Staffel von Celebrity Big Brother.
2015 starb ihre Managerin Myra Stratton, mit der sie seit 2003 liiert war. Seit Januar 2018 ist Fox wieder in einer Beziehung und heiratete ihre Lebenspartnerin Linda Olsen im Juni 2022.

## Diskografie

### Studioalben
| Jahr | Titel                  | Höchstplatzierung, Gesamtwochen, AuszeichnungChartplatzierungen (Jahr, Titel, Platzierungen, Wochen, Auszeichnungen, Anmerkungen) | Höchstplatzierung, Gesamtwochen, AuszeichnungChartplatzierungen (Jahr, Titel, Platzierungen, Wochen, Auszeichnungen, Anmerkungen) | Höchstplatzierung, Gesamtwochen, AuszeichnungChartplatzierungen (Jahr, Titel, Platzierungen, Wochen, Auszeichnungen, Anmerkungen) | Höchstplatzierung, Gesamtwochen, AuszeichnungChartplatzierungen (Jahr, Titel, Platzierungen, Wochen, Auszeichnungen, Anmerkungen) | Höchstplatzierung, Gesamtwochen, AuszeichnungChartplatzierungen (Jahr, Titel, Platzierungen, Wochen, Auszeichnungen, Anmerkungen) | Anmerkungen                                              |
| Jahr | Titel                  | DE | AT | CH | UK | US | Anmerkungen                                              |
| ---- | ---------------------- | --- | --- | --- | --- | --- | -------------------------------------------------------- |
| 1986 | Touch Me               | DE9 (16 Wo.)DE | AT12 (10 Wo.)AT | CH4 Platin · (13 Wo.)CH | UK17 Silber · (10 Wo.)UK | US24 Gold · (28 Wo.)US | Erstveröffentlichung: 7. Juli 1986 Verkäufe: + 1.000.000 |
| 1987 | Samantha Fox           | DE16 (13 Wo.)DE | AT12 (8 Wo.)AT | CH3 Platin · (12 Wo.)CH | UK22 (6 Wo.)UK | US51 Gold · (25 Wo.)US | Erstveröffentlichung: Juli 1987 Verkäufe: + 800.000      |
| 1988 | I Wanna Have Some Fun  | DE60 (2 Wo.)DE | — | CH28 (1 Wo.)CH | UK46 (2 Wo.)UK | US37 Gold · (34 Wo.)US | Erstveröffentlichung: November 1988 Verkäufe: + 700.000  |
| 1991 | Just One Night         | — | — | — | — | — | Erstveröffentlichung: 21. Juni 1991                      |
| 1997 | 21st Century Fox       | — | — | — | — | — | Erstveröffentlichung: 6. Oktober 1997                    |
| 2005 | Angel with an Attitude | — | — | — | — | — | Erstveröffentlichung: 18. Oktober 2005                   |

### Kompilationen
- 1987: Sam’s Collection
- 1987: Greatest Hits
- 1988: Sam Thing Remixed
- 1988: The Megamix Album
- 1989: The Hits Collection
- 1989: I Wanna Have More Fun
- 1992: Greatest Hits
- 1993: The Best Is Yet To Come
- 1993: Sam
- 1993: The Very Best
- 1995: Samantha & Sabrina
- 1995: The Hits Album
- 2000: Hot Tracks – The Best of Samantha Fox
- 2002: Watching Me Watching You
- 2003: Touch Me
- 2004: 12 Inch Collection
- 2009: Greatest Hits
- 2014: Touch Me – The Best of Samantha Fox

### Singles
| Jahr | Titel Album                                           | Höchstplatzierung, Gesamtwochen, AuszeichnungChartplatzierungen (Jahr, Titel, Album, Platzierungen, Wochen, Auszeichnungen, Anmerkungen) | Höchstplatzierung, Gesamtwochen, AuszeichnungChartplatzierungen (Jahr, Titel, Album, Platzierungen, Wochen, Auszeichnungen, Anmerkungen) | Höchstplatzierung, Gesamtwochen, AuszeichnungChartplatzierungen (Jahr, Titel, Album, Platzierungen, Wochen, Auszeichnungen, Anmerkungen) | Höchstplatzierung, Gesamtwochen, AuszeichnungChartplatzierungen (Jahr, Titel, Album, Platzierungen, Wochen, Auszeichnungen, Anmerkungen) | Höchstplatzierung, Gesamtwochen, AuszeichnungChartplatzierungen (Jahr, Titel, Album, Platzierungen, Wochen, Auszeichnungen, Anmerkungen) | Anmerkungen                                             |
| Jahr | Titel Album                                           | DE | AT | CH | UK | US | Anmerkungen                                             |
| ---- | ----------------------------------------------------- | --- | --- | --- | --- | --- | ------------------------------------------------------- |
| 1986 | Touch Me (I Want Your Body) Touch Me                  | DE4 (23 Wo.)DE | AT2 (16 Wo.)AT | CH1 (19 Wo.)CH | UK3 Silber · (10 Wo.)UK | US4 (23 Wo.)US | Erstveröffentlichung: 10. März 1986 Verkäufe: + 600.000 |
| 1986 | Do Ya Do Ya (Wanna Please Me) Touch Me                | DE5 (14 Wo.)DE | AT11 (10 Wo.)AT | CH4 (11 Wo.)CH | UK10 (9 Wo.)UK | US87 (5 Wo.)US | Erstveröffentlichung: Juni 1986                         |
| 1986 | Hold On Tight Touch Me                                | DE31 (7 Wo.)DE | — | CH24 (2 Wo.)CH | UK26 (5 Wo.)UK | — | Erstveröffentlichung: August 1986                       |
| 1986 | I’m All You Need Touch Me                             | DE67 (4 Wo.)DE | — | — | UK41 (7 Wo.)UK | — | Erstveröffentlichung: Dezember 1986                     |
| 1987 | Nothing’s Gonna Stop Me Now Samantha Fox              | DE6 (18 Wo.)DE | AT11 (12 Wo.)AT | CH2 (14 Wo.)CH | UK8 (9 Wo.)UK | US80 (5 Wo.)US | Erstveröffentlichung: Mai 1987                          |
| 1987 | I Surrender (To the Spirit of the Night) Samantha Fox | DE21 (9 Wo.)DE | AT22 (10 Wo.)AT | CH10 (9 Wo.)CH | UK25 (7 Wo.)UK | — | Erstveröffentlichung: Juli 1987                         |
| 1987 | I Promise You (Get Ready) Samantha Fox                | DE40 (9 Wo.)DE | — | — | UK58 (4 Wo.)UK | — | Erstveröffentlichung: Oktober 1987                      |
| 1987 | True Devotion Samantha Fox                            | DE32 (10 Wo.)DE | — | — | UK62 (3 Wo.)UK | — | Erstveröffentlichung: Dezember 1987                     |
| 1988 | Naughty Girls (Need Love Too) Samantha Fox            | DE21 (11 Wo.)DE | — | — | UK31 (5 Wo.)UK | US3 (27 Wo.)US | Erstveröffentlichung: Februar 1988                      |
| 1988 | I Wanna Have Some Fun                                 | — | — | — | UK63 (2 Wo.)UK | US8 Gold · (23 Wo.)US | Erstveröffentlichung: Oktober 1988 Verkäufe: + 500.000  |
| 1988 | Love House I Wanna Have Some Fun                      | DE25 (12 Wo.)DE | — | CH19 (4 Wo.)CH | UK32 (6 Wo.)UK | — | Erstveröffentlichung: November 1988                     |
| 1989 | I Only Want to Be with You I Wanna Have Some Fun      | DE25 (11 Wo.)DE | AT19 (6 Wo.)AT | CH24 (2 Wo.)CH | UK16 (8 Wo.)UK | US31 (13 Wo.)US | Erstveröffentlichung: Januar 1989                       |
| 1995 | Go For The Heart –                                    | — | — | — | UK47 (2 Wo.)UK | — | Erstveröffentlichung: 1995 Sox feat. Samantha Fox       |
| 1997 | Santa Maria –                                         | — | — | — | UK31 (2 Wo.)UK | — | Erstveröffentlichung: 1997 DJ Milano feat. Samantha fox |

Weitere Singles
- 1983: Rockin’ With My Radio
- 1984: Aim To Win
- 1986: Holding
- 1991: Another Woman
- 1991: (Hurte Me!, Hurt Me!) But The Pants Stay On
- 1991: Come Outside
- 1991: More, More, More
- 1991: Just One Night
- 1996: Let Me Be Free
- 1997: The Reason Is You (One On One)
- 1998: Perhaps
- 2004: This Was The Beginning
- 2005: Angel With An Attitude
- 2008: Midnight Lover
- 2009: Tomorrow (Is Another Day)
- 2010: Call Me (als Samantha vs. Sabrina)
- 2010: Forever
- 2015: La Isla Bonita
- 2015: Hot Stuff
- 2018: Hot Boy

### Videoalben
- 1987: Making Music
- 1989: I Wanna Have Some Fun
- 1990: The Music Video Collection (Verkäufe: + 50.000; US: Gold)
- 1991: Just One Night
- 1992: Greatest Hits
- 2002: All Around The World

## Filmografie (Auswahl)
- 1999: The Match
- 2015: 7 Cases
- 2017: Sharknado 5: Global Swarming
- 2022: Long Flat Balls III

## Auszeichnungen
- Bravo Otto
  - 1986: „Silber“ in der Kategorie „Sängerin“

## Auszeichnungen für Musikverkäufe
| Silberne Schallplatte - Dänemark - 1987: für das Album Touch Me - Frankreich - 1986: für die Single Touch Me (I Want Your Body) - 1987: für die Single Nothing’s Gonna Stop Me Now Goldene Schallplatte - Frankreich - 1988: für das Album Samantha Fox - Norwegen - 1987: für das Album Samantha Fox - Spanien - 1988: für das Album Samantha Fox | Platin-Schallplatte - Finnland - 1987: für das Album Touch Me - Schweden - 1987: für das Album Touch Me Diamantene Schallplatte - Finnland - 1987: für das Album Samantha Fox |

Anmerkung: Auszeichnungen in Ländern aus den Charttabellen bzw. Chartboxen sind in ebendiesen zu finden.
| Land/RegionAuszeichnungen für Musikverkäufe (Land/Region, Auszeichnungen, Verkäufe, Quellen) | Silber     | Gold       | Platin     | Diamant  | Verkäufe  | Quellen                            |
| -------------------------------------------------------------------------------------------- | ---------- | ---------- | ---------- | -------- | --------- | ---------------------------------- |
| Dänemark (IFPI)                                                                              | Silber1    | —          | —          | —        | 25.000    | americanradiohistory.com           |
| Finnland (IFPI)                                                                              | —          | —          | Platin1    | Diamant1 | 105.870   | ifpi.fi worldradiohistory.com      |
| Frankreich (SNEP)                                                                            | 2× Silber2 | Gold1      | —          | —        | 600.000   | infodisc.fr                        |
| Norwegen (IFPI)                                                                              | —          | Gold1      | —          | —        | 50.000    | worldradiohistory.com              |
| Schweden (IFPI)                                                                              | —          | —          | Platin1    | —        | 100.000   | worldradiohistory.com              |
| Schweiz (IFPI)                                                                               | —          | 2× Gold2   | Platin1    | —        | 100.000   | hitparade.ch worldradiohistory.com |
| Spanien (Promusicae)                                                                         | —          | Gold1      | —          | —        | 50.000    | Sólo éxitos: año a año, 1959–2002  |
| Vereinigte Staaten (RIAA)                                                                    | —          | 5× Gold5   | —          | —        | 2.550.000 | riaa.com                           |
| Vereinigtes Königreich (BPI)                                                                 | 2× Silber2 | —          | —          | —        | 310.000   | bpi.co.uk                          |
| Insgesamt                                                                                    | 5× Silber5 | 10× Gold10 | 3× Platin3 | Diamant1 |           |                                    |